# Noord-Atlantische zeester
De Noord-Atlantische zeester (Asterias amurensis) is een zeester uit de familie Asteriidae. De wetenschappelijke naam van de soort werd in 1871 gepubliceerd door Christian Frederik Lütken. De kleur is grotendeels geel; aan de bovenzijde zijn oranje vlekken aanwezig die ook het gehele lichaam kunnen bedekken.
De soort wordt van nature gevonden in het noorden van de Stille Oceaan, maar heeft zich door menselijk toedoen ook in Australische wateren gevestigd. Doordat hij aanzienlijke ecologische en economische schade kan aanrichten, wordt de soort door een commissie van de IUCN tot 's werelds ergste invasieve soorten gerekend Gevreesd wordt dat de soort op termijn gelijkaardige schade kan veroorzaken in Europa.